# Nom de guerre
Nom de guerre, (fra. „ratno ime”, u hrvatskom i „vojničko ime”) bila je tradicija davanja vojnih imena u francuskoj vojsci od 17. stoljeća. Godine 1716. svi su francuski vojnici trebali imati vojno ime. Ovaj način davanja imena postojao je i u Legiji stranaca.

## Umjetničko ime
Kasnije je nom de guerre bilo ime koje je jedan umjetnik uzimao umjesto svog osobnog imena s kojim je nastupao pred publikom. Kasnije su i druge osobe uzimali drugo ime želeći na taj način izbjeći osvetu ili posljedice svojih djela. 

## Alias
Kriminalac, kojemu prijete mjere koje se vide kao moralno branjive (npr. sudstvo), ne koristi izraz nom de guerre, već alias. Alternativno ime za nom de guerre za pisce jest nom de plume. 

## Poznatinoms de guerre
- Jaser Arafat
- Willy Brandt
- Che Guevara
- Mata Hari
- Jomo Kenyatta
- Vladimir Lenjin
- Josif Staljin
- Subcomandante Marcos
- M. N. Roy
- Pancho Villa
- Pol Pot